# Mega Man Zero (videojuego)
Mega Man Zero, conocido en Japón como Rockman Zero (ロックマン ゼロ?), es un videojuego creado por Keiji Inafune, desarrollado por Inti Creates, distribuida por la compañía Capcom para la consola Game Boy Advance en 26 de abril del año 2002 solo en Japón. El primer juego de la serie, y la quinta serie de la Franquicia de Megaman.
La historia relata los hechos transcurridos después de 100 años aproximadamente de los eventos del Megaman X.

## Desarrollo del Juego
En algún momento del futuro, los reploides y los humanos se han enfrascado en una guerra cada vez peor, pero ahora los papeles parecen haberse perdido: ahora son los humanos quienes hacen uso y abuso de los reploides, quienes son considerados inferiores. Se ha formado una pequeña resistencia liderada por Ciel, una joven científica humana, quien a raíz de una leyenda busca a Zero, el guerrero legendario quien a la par de X y 100 años antes le habría puesto fin supuestamente a la guerra entre reploides y Mavericks. Con un pelotón de búsqueda y una "cyber-elf" (o cyberelf, se podría interpretar de esa manera) llamada Passy, van en su búsqueda y lo encuentran en un laboratorio abandonado. En ese momento irrumpen un grupo de Golems, poderosas máquinas que terminan por acabar con el pelotón. Ciel, siendo la última con vida y teniendo el cuerpo de Zero a su alcance, se ve forzada a sacrificar a Passy (por iniciativa de esta última) para resucitar a Zero.
Zero, quien no tiene memoria decide ayudar a Ciel, y destruir a Copy X. En este proceso, Zero debe enfrentar a los Cuatro Guardianes (四天王 Shittenou?,  Cuatro señores celestiales) de Neo Arcadia, Reploides creados a partir del ADN de X, cada uno con su propia armada/Gundan: Fighting/Thosho Fefnir(Fafnir en Japón) líder de la armada Jin'en (de las llamas), , Fairy/Yohso Leviathan, líder de la armada Mekai (de los océanos oscuros) Hidden/Insho Phantom, líder de la 
armada Zan'ei (de la sombras destructoras) y Sage/Kensho Harpuia, líder de la armada Rekku (del Feroz Cielo).
Tras vencer a los cuatro guardianes en peligrosos combates (Tres de ellos escapan, menos Phantom que se autodestruye con la finalidad de "llevarse" a Zero con él, pero no lo logra), Zero vuelve a la base de la Resistencia donde Ciel le revela un gran secreto: ella es la creadora de Copy X. Creado para proteger a los humanos del posible regreso del Virus Sigma, luego que el original X se sacrificara para sellar a la Elf Oscura.
Zero decide terminar con Copy X, en su cámara santuario en Neo Arcadia. Después de una intensa batalla, Copy X es derrotado. El falso X no puede comprender su derrota, ya que se suponía que fuese un héroe que protege a la humanidad. Zero recuerda que X no era tan ingenuo y que eso definió su grandeza. Enfurecido, Copy X se transforma en su forma final, Seraph Copy X. Al ser nuevamente vencido por Zero en su última forma, Copy X se autodestuye para destruir a Zero, pero Zero logra escapar a tiempo con un misterioso Ciber Elf. 
Zero despierta en un desierto donde el espíritu que lo ayudó se revela como su antiguo compañero X, pero en una forma de Ciber Elf. X le cuenta a Zero que cuando éste se retiró, X tuvo que pelear mucho tiempo solo para obtener la paz, pero con el tiempo, los combates se volvían más crueles y el objetivo de ganar menos noble. Fue por eso que X se fue. Como X ya no tiene un cuerpo físico para proteger este mundo, le deja esta tarea a Zero.

## Modo de juego
Este juego rompe con la tradición de las sagas de Mega Man de basarse en una etapa introductoria para luego seguir con los enfrentamientos contra 8 "Robot Masters" en 8 escenarios de juego, para así pasar a la fortaleza final. En vez de eso, los escenarios están combinados en un gran mapa en el cual ciertas secciones son selladas o presentan cambios en su estructura al momento de ejecutar en ellas una misión. Todas las partes del escenario son rejugables, incluyendo la etapa introductoria.

## Escenarios
Para llegar más fácilmente a las distintas partes del mapa se hace uso del Transervidor, una especie de cápsula de teletransportación que permite acceder rápidamente a puntos específicos del mapa global.
El mapa global se divide en escenarios específicos, separados por cápsulas de transportación: la Base Subterránea, la Base de la Resistencia, el Desierto, la Base del Desierto, la Estación de Transporte, la Ruta del Tren, el Basurero de Reploides, la Central de Energía, y Neo Arcadia.

## Misiones
A cada uno de los sectores corresponden dos misiones (excepto en Neo Arcadia), una de las cuales es una "misión de recuperación" y la otra una "misión de enfrentamiento". La misión de recuperación debe ser completada antes de poder pasar a la misión de enfrentamiento. Es posible rechazar una misión de recuperación, pero eso podría repercutir en el desarrollo de la misión de enfrentamiento.
Índice de Misiones:
| Misión                                         | Escenario                                   | Jefe                       |
| ---------------------------------------------- | ------------------------------------------- | -------------------------- |
| Misión introductoria (no rejugable)            | Laboratorio Subterráneo                     | Golem                      |
| Misión introductoria 2 (no rejugable)          | Basurero de Reploids                        | Aztech Falcon              |
| Recuperar Estación                             | Estación de Transporte / Ruta del Tren      | Pantheon Core              |
| Rescatar a Colbor                              | Ruta del Tren                               | Harpuia                    |
| encontrar aeroplano                            | Desierto                                    | Anubis the Necromancer III |
| Reto contra Neo-Arcadia                        | Desierto                                    | Fefnir                     |
| Rescatar Miembros de la Resistencia            | Desierto / Base del Desierto                | Blizzard Stragoff          |
| Detener Infiltración de Red                    | Base del Desierto                           | Leviathan                  |
| Recuperar Estación                             | Estación de Transporte / Central de Energía | Eight-Arms Core            |
| Defender Estación                              | Central de Energía                          | Phantom                    |
| Recuperar base de datos                        | Laboratorio Subterráneo (no rejugable)      | Maha Ganeshariff           |
| Defender Base de la Resistencia (no rejugable) | Basurero de Reploids                        | Hittide Hottide            |
| Defender Base de la Resistencia (no rejugable) | Base de la Resistencia                      | Hanumachine                |
| Infiltrar a Neo Arcadia [1]                    | Neo Arcadia                                 | Herculious Anchortus       |
| Infiltrar a Neo Arcadia [2]                    | torre de Neo Arcadia                        | Rainbow Devil              |
| Misión Final: Infiltrar a Neo Arcadia [3]      | Neo Arcadia Core                            | Copy X                     |

## Chips elementales
Al derrotar a jefes específicos, es posible obtener de ellos un "Chip Elemental", el cual altera las características de ataque de las armas de Zero. Son tres los chips:
- Thunder Chip (derrota a Aztech Falcon en la segunda misión), permite usar habilidades eléctricas: los ataques cargados paralizan a los enemigos a su paso (Buster shot).
- Fire Chip (derrota a Eight Arms Core), permite usar habilidades de fuego: los ataques cargados dañan a los enemigos por un tiempo posterior al impacto (Z-Saber).
- Ice Chip (derrota a Blizzard Stragoff), permite usar habilidades de hielo: los ataques cargados paralizan a los enemigos al contacto (Shield Boomerang).

En estos chips se basa la característica, típica de los juegos de MegaMan, de los jefes de ser débiles ante ciertos elementos específicos.

## Jefes
Cada misión termina con un Jefe, el cual puede ser un Reploide de Neo Arcadia (Blizzard Stragoff, Aztech Falcon, Anubis the Necromancer III, Maha Ganeshariff, Hanumachine, Herculius Anchortus), uno de los Devas, o un robot independiente encargado al cuidado de un sector. El Desierto, la Base del Desierto, la Ruta del Tren y la Central de Energía terminan con enfrentamientos contra los Cuatro Devas.
Los enfrentamientos contra los jefes se llevan a cabo en pantallas aisladas del resto del escenario por una compuerta o un separador de sección invisible, al estilo de los juegos anteriores de Megaman, exceptuando el caso de Mechaniloid en el cual Zero debe perseguirlo por todo el escenario.
Al final de cada enfrentamiento se obtiene del Jefe un premio (un Cyber-Elf o Element Chip) y se obtiene el resultado de la misión y puntaje y rangos asociados. Además se libera el escenario para una posterior exploración.
Tras completar ambas misiones de la Base Subterránea (la escena inicial), ya no es posible recorrer este escenario.
Tras completar ambas misiones en el Basurero de Reploides, ciertas partes del escenario ya no son alcanzables.